# 長島 (南極洲)
63°46′S 58°12′W / 63.767°S 58.200°W

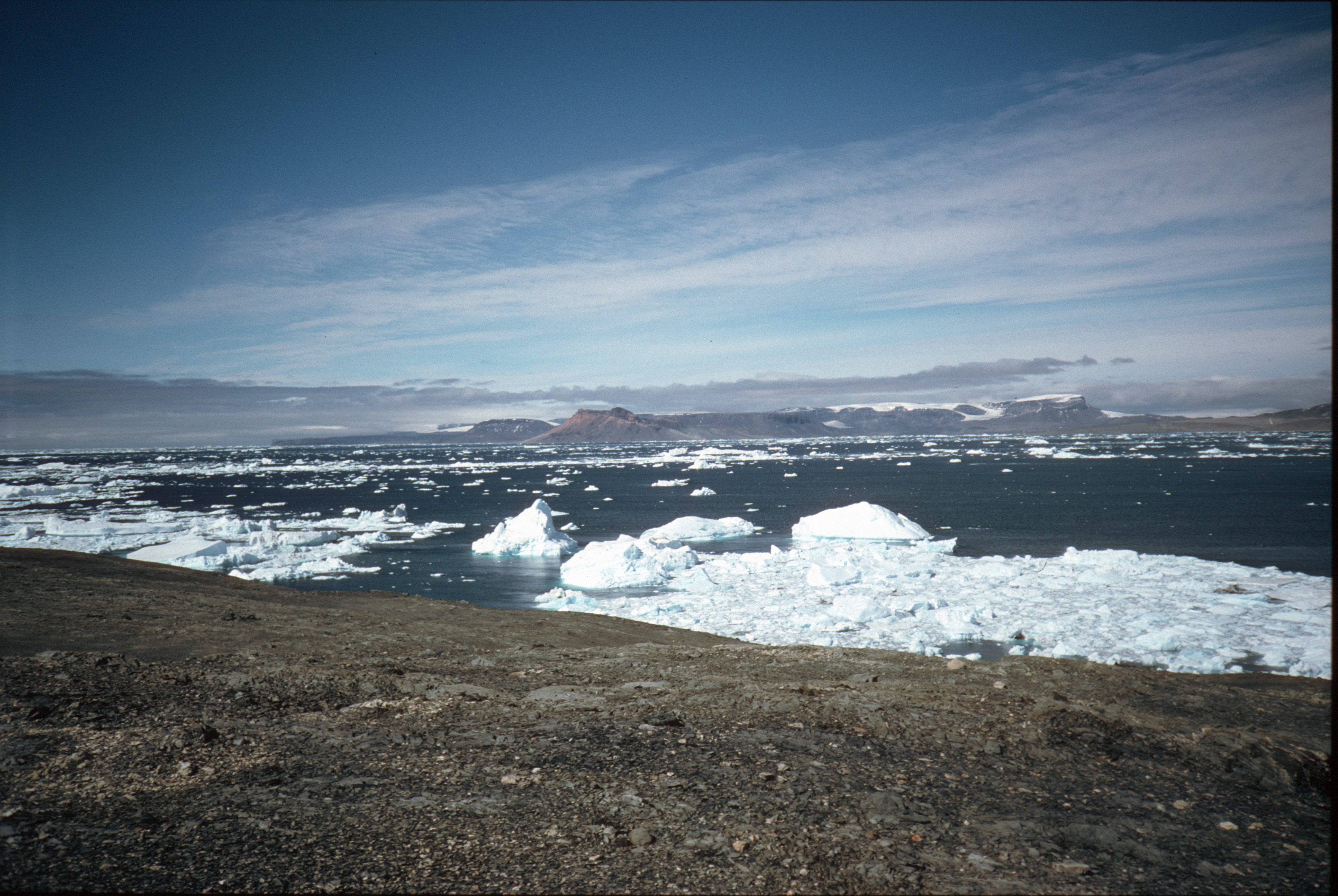

長島（英語：Long Island），是南極洲的島嶼，位於葛拉漢地，處於特里尼蒂半島以南4公里的古斯塔夫王子海峽，長6公里、寬1公里，由英國研究隊發現和命名，現時由南極條約體系管理。